# ワライフクロウ
ワライフクロウ（笑梟、学名：Sceloglaux albifacies）は、フクロウ目フクロウ科に属する鳥類の1種。

## 分布
ニュージーランドの北島・南島にそれぞれ一亜種ずつが生息していたが、両方ともすでに絶滅した。

## 形態
全長約40cm、体色は焦げ茶とクリーム色のまだら模様。名前の由来は、高笑いのように聞こえる独特の鳴き声による。

## 絶滅への過程
とくに珍しい鳥ではなかったが、アナウサギの駆除のために移入されたフェレットやオコジョに食べられたことと、ヨーロッパからの船にひそんでいたネズミに卵などが食べられ、また、ペット用としても生け捕りにされ、19世紀後半には南北両島で減少の一途をたどった。1914年に目撃されたのを最後として、絶滅したものとされる。哺乳類がほとんど生息せず、海によって外界から隔てられていたニュージーランド原生のワライフクロウは外来種に対し非常に脆弱であった。

## 鳴き声
ワライフクロウの鳴き声は「頻繁に繰り返す一連の陰気な悲鳴で作られたやかましい叫び」として記述されている。ワライフクロウはこの鳴き声に由来する名前を付けられており、鳴き声は他に下記のようにも記述されている。
「まさしく若い犬がほえるような独特のほえている雑音…」
「遠くで二人の男がわめいているような」
「メランコリックに野次るような」
または甲高い鳴き声が、ワライフクロウがいたであろう霧雨の夜に聞かれただけである。 
捕獲されたワライフクロウから、様々な口笛を吹く、忍び笑いのような声を出して鳴くことが観測された。